# Perumal Mariappan
Perumal Mariappan es un deportista malasio que compitió en halterofilia adaptada. Ganó dos medallas en los Juegos Paralímpicos de Verano, bronce en Seúl 1988 y bronce en Barcelona 1992.

## Palmarés internacional
| Juegos Paralímpicos | Juegos Paralímpicos  | Juegos Paralímpicos | Juegos Paralímpicos |
| Año                 | Lugar                | Medalla             | Categoría           |
| ------------------- | -------------------- | ------------------- | ------------------- |
| 1988                | Seúl (Corea del Sur) | Medalla de bronce   | –57 kg              |
| 1992                | Barcelona (España)   | Medalla de bronce   | –60 kg              |